# Operatie Auca
Operatie Auca was een poging van vijf evangelicale zendelingen van Amerikaanse afkomst om in aanraking te komen met Huoarani-bevolking in de regenwouden van Ecuador.
De Huoarani waren een inheemse stam die bekendstond vanwege haar gewelddadigheid, zowel onderling als tegen buitenstaanders. De zendelingen wilden de eerste protestanten zijn die met deze groep in contact zou komen. Daarvoor begonnen ze regelmatig vluchten te maken en geschenken te droppen boven de nederzettingen van de Indianen.
Op 2 januari 1956 gingen de zendelingen naar de grond en zette een smal kamp op op een zandbank, een paar kilometer bij de nederzettingen vandaan. Aan hun pogingen kwam op 8 januari 1956 een einde toen de vijf zendelingen - Jim Elliot, Nate Saint, Ed McCully, Pete Fleming, en Roger Youderian – door een groep Huaorani-krijgers werden aangevallen met speren en daarbij om het leven kwamen. Het nieuws van hun dood verspreidde zich over de hele wereld, mede door toedoen van een groot verhaal in Life magazine, geïllustreerd met foto’s waarop de zendelingen in gezelschap van de Indianen te zien waren. Deze foto’s waren later teruggevonden.
Enkele jaren na de dood van de zendelingen trokken Elisabeth, de weduwe van Jim Elliot, en Rachel, de zuster van Nate Saint, naar Ecuador, om voor het Summer Institute of Linguistics onder Huaorani te werken als zendeling. Als gevolg hiervan bekeerde een groot deel van de stamleden – waaronder verschillende van de moordenaars – zich tot het christelijk geloof.
De dood van de mannen had grote gevolgen. De vele aandacht zorgde voor een nieuw zendingsbewustzijn binnen de kerken van de Verenigde Staten. Voor het zendingsveld kwam veel menskracht en financiën beschikbaar. Het verhaal van de zendelingen verschijnt nog met enige regelmaat in evangelicale publicaties. In 2006 verscheen er een film over deze gebeurtenis met de titel End of the Spear. De bekering van de Auca is niet onomstreden. Veel antropologen menen dat het de Huoarani-cultuur grotendeels heeft vernietigd en ertoe heeft geleid dat de Huoarani hun landen aan oliemaatschappijen zijn kwijtgeraakt en economisch worden uitgebuit.

## Externe verwijzing
- Hoorspel 'Een bruggenhoofd in het oerwoud' (1977)